# Sjarhej Karpovič
Sjarhej Aljaksandravič Karpovič (in bielorusso Сяргей Аляксандравіч Карповіч?; Pjatryški, 29 marzo 1994) è un calciatore bielorusso, difensore del Navbahor Namangan.

## Carriera

### Club
Ha giocato nella massima serie bielorussa ed in quella kazaka.

### Nazionale
Ha giocato nelle nazionali giovanili bielorusse Under-17, Under-19 ed Under-21.
Nel 2020 ha esordito in nazionale maggiore.

## Statistiche

### Cronologia presenze e reti in nazionale
| Cronologia completa delle presenze e delle reti in nazionale ― Bielorussia | Cronologia completa delle presenze e delle reti in nazionale ― Bielorussia | Cronologia completa delle presenze e delle reti in nazionale ― Bielorussia | Cronologia completa delle presenze e delle reti in nazionale ― Bielorussia | Cronologia completa delle presenze e delle reti in nazionale ― Bielorussia | Cronologia completa delle presenze e delle reti in nazionale ― Bielorussia | Cronologia completa delle presenze e delle reti in nazionale ― Bielorussia | Cronologia completa delle presenze e delle reti in nazionale ― Bielorussia |
| Data                                                                       | Città                                                                      | In casa                                                                    | Risultato                                                                  | Ospiti                                                                     | Competizione                                                               | Reti                                                                       | Note                                                                       |
| -------------------------------------------------------------------------- | -------------------------------------------------------------------------- | -------------------------------------------------------------------------- | -------------------------------------------------------------------------- | -------------------------------------------------------------------------- | -------------------------------------------------------------------------- | -------------------------------------------------------------------------- | -------------------------------------------------------------------------- |
| 23-2-2020                                                                  | Sharja                                                                     | Uzbekistan                                                                 | 0 – 1                                                                      | Bielorussia                                                                | Amichevole                                                                 | -                                                                          | 90’                                                                        |
| 26-2-2020                                                                  | Sofia                                                                      | Bulgaria                                                                   | 0 – 1                                                                      | Bielorussia                                                                | Amichevole                                                                 | -                                                                          | 92’                                                                        |
| 12-9-2023                                                                  | Tel Aviv                                                                   | Israele                                                                    | 1 – 0                                                                      | Bielorussia                                                                | Qual. Euro 2024                                                            | -                                                                          | 79’                                                                        |
| 12-10-2023                                                                 | Budapest                                                                   | Bielorussia                                                                | 0 – 0                                                                      | Romania                                                                    | Qual. Euro 2024                                                            | -                                                                          | 73’                                                                        |
| 15-10-2023                                                                 | San Gallo                                                                  | Svizzera                                                                   | 3 – 3                                                                      | Bielorussia                                                                | Qual. Euro 2024                                                            | -                                                                          |                                                                            |
| 18-11-2023                                                                 | Budapest                                                                   | Bielorussia                                                                | 1 – 0                                                                      | Andorra                                                                    | Qual. Euro 2024                                                            | -                                                                          | 63’                                                                        |
| 21-11-2023                                                                 | Pristina                                                                   | Kosovo                                                                     | 0 – 1                                                                      | Bielorussia                                                                | Qual. Euro 2024                                                            | -                                                                          | 90+1’                                                                      |
| 21-3-2024                                                                  | Boztepe                                                                    | Montenegro                                                                 | 2 – 0                                                                      | Bielorussia                                                                | Amichevole                                                                 | -                                                                          | 87’                                                                        |
| 26-3-2024                                                                  | Ta' Qali                                                                   | Malta                                                                      | 0 – 0                                                                      | Bielorussia                                                                | Amichevole                                                                 | -                                                                          | 46’                                                                        |
| 7-6-2024                                                                   | Minsk                                                                      | Bielorussia                                                                | 0 – 4                                                                      | Russia                                                                     | Amichevole                                                                 | -                                                                          | 59’                                                                        |
| 11-6-2024                                                                  | Budapest                                                                   | Bielorussia                                                                | 0 – 4                                                                      | Israele                                                                    | Amichevole                                                                 | -                                                                          | 46’                                                                        |
| 5-9-2024                                                                   | Zalaegerszeg                                                               | Bielorussia                                                                | 0 – 0                                                                      | Bulgaria                                                                   | UEFA Nations League 2024-2025 - 1º turno                                   | -                                                                          | 64’                                                                        |
| 8-9-2024                                                                   | Lussemburgo                                                                | Lussemburgo                                                                | 0 – 1                                                                      | Bielorussia                                                                | UEFA Nations League 2024-2025 - 1º turno                                   | -                                                                          | 67’                                                                        |
| 12-10-2024                                                                 | Zalaegerszeg                                                               | Bielorussia                                                                | 0 – 0                                                                      | Irlanda del Nord                                                           | UEFA Nations League 2024-2025 - 1º turno                                   | -                                                                          | 64’                                                                        |
| 18-11-2024                                                                 | Sofia                                                                      | Bulgaria                                                                   | 1 – 1                                                                      | Bielorussia                                                                | UEFA Nations League 2024-2025 - 1º turno                                   | -                                                                          | 62’                                                                        |
| 5-6-2025                                                                   | Barysaŭ                                                                    | Bielorussia                                                                | 4 – 1                                                                      | Kazakistan                                                                 | Amichevole                                                                 | -                                                                          |                                                                            |
| Totale                                                                     |                                                                            | Presenze                                                                   | 16                                                                         |                                                                            | Reti                                                                       | 0                                                                          |                                                                            |

## Palmarès

### Club

#### Competizioni nazionali
- Coppa di Bielorussia: 1

Nëman: 2023-2024